# جیسون ایرلز
جیسون دنیل ایرلز (به انگلیسی: Jason Daniel Earles) (زاده ۲۶ آوریل ۱۹۷۷) یک بازیگر آمریکایی است. او بیشتر به خاطر ایفای نقش جکسون استوارت در مجوعه هانا مونتانا شناخته می‌شود.

## زندگی شخصی
ایرلز در سن دیگو زاده شد. پس از زندگی در اوهایو و واشینگتن خانواده‌اش به اورگن نقل مکان کرد. قبل از رفتن به جنوب کالیفرنیا، ایرلز در بلینگز مونتانا ساکن بود. جایی که در آن توانست از کالج راکی مونتشن در سال ۲۰۰۰ دانش آموخته شود.